# 杜羅河畔米蘭達主教座堂

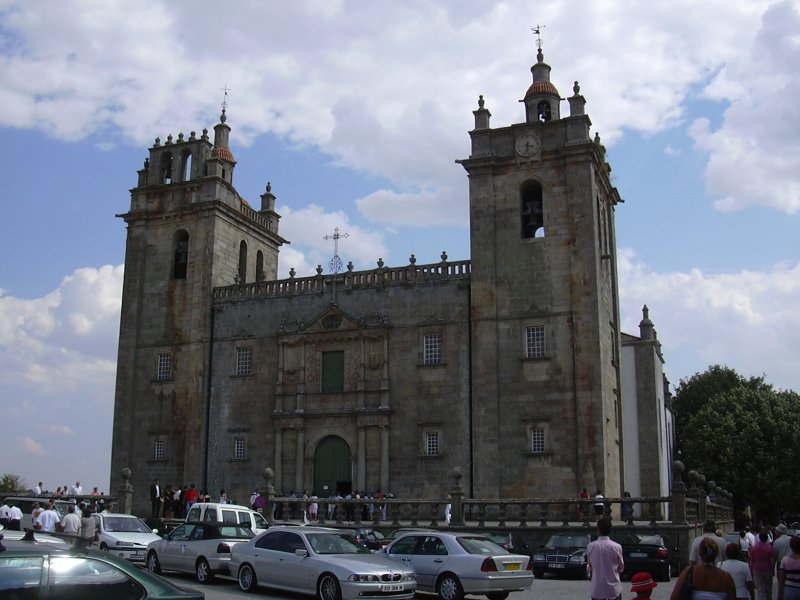

杜羅河畔米蘭達主教座堂（葡萄牙語：Sé de Miranda do Douro）是葡萄牙城市杜羅河畔米蘭達的一座羅馬天主教的主教座堂。

## 从属关系
這座教堂是天主教布拉干薩-米蘭達教區的共同主教座堂之一。

## 历史
教堂始建於1552年5月24日。
1609年，教宗保祿五世確認教堂竣工。
1910年6月16日開始，教堂被列入葡萄牙國家紀念建築。